# Дзевіо
Дзевіо (італ. Zevio, вен. Zevio) — муніципалітет в Італії, у регіоні Венето,  провінція Верона.
Дзевіо розташоване на відстані близько 410 км на північ від Рима, 95 км на захід від Венеції, 14 км на південний схід від Верони.
Населення — 14 983 особи (2014).
Щорічний фестиваль відбувається 14 липня. Покровитель — Santa Toscana.

## Демографія
Населення за роками:

Станом на 1 січня 2023 року в муніципалітеті офіційно проживало 1657 іноземців з 58 країн, серед них 718 громадян країн Євросоюзу та 12 громадян України.

## Сусідні муніципалітети
- Бельфіоре
- Кальдьєро
- Оппеано
- Палу
- Ронко-алл'Адідже
- Сан-Джованні-Лупатото
- Сан-Мартіно-Буон-Альберго